# Marsz Imperialny
Marsz Imperialny (ang. The Imperial March, znany też jako Darth Vader Theme) – temat muzyczny występujący w uniwersum Gwiezdnych wojen, powiązany z postacią Dartha Vadera. Premierowe wykonanie utworu skomponowanego przez Johna Williamsa miało miejsce 29 kwietnia 1980, trzy tygodnie przed światową premierą filmu Imperium kontratakuje w którym utwór pojawia się po raz pierwszy. Jeden z najbardziej rozpoznawalnych filmowych motywów muzycznych ilustrujących czarny charakter.

## Kompozycja
Utwór zbudowany jest w dość prosty sposób a jego melodia naprzemiennie wznosi się i opada. Kolejne sekwencje są przetworzeniem pierwotnego motywu i także są naprzemienne, co może zostać odczytane jako zawołanie i odpowiedź. Williams zastosował tonację g-moll i metrum 4/4, co w połączeniu z powtarzalnością złożonego z zaledwie kilku nut motywu dało w efekcie temat mroczny i wprowadzający widza w ponurą mantrę. Williams komponując utwór bazował na propagandowych produkcjach z okresu II wojny światowej i użył rytmu kojarzonego z ówczesnym militaryzmem.

## Występowanie w uniwersum Gwiezdnych Wojen
Marsz Imperialny pojawia się we wszystkich kanonicznych częściach sagi Gwiezdne Wojny z wyjątkiem części czwartej, Nowej Nadziei, a także w spin-offach. Występuje jako leitmotiv, związany z postacią Dartha Vadera, w momentach gdy pojawia się w filmie lub jest wspominany.

## Występowanie poza uniwersum Gwiezdnych Wojen
Motyw pojawia się  w innych produkcjach filmowych, m.in. w Teorii wielkiego podrywu, w reklamach (orzeszki M&M’s, bateria Duracell), a także w propagandowych filmach Al-Ka’idy. Utwór jest także odgrywany podczas interwencji policji lub innych służb w czasie protestów, co ma sugerować, że siły te podobnie jak Darth Vader wspierają ciemną stronę Mocy.